# Cody (Wyoming)
Cody és una ciutat i seu del Comtat de Park (Wyoming) dels Estats Units d'Amèrica.

## Demografia
Segons el cens dels Estats Units del 2000 Cody tenia 8.835 habitants, 3.791 habitatges, i 2.403 famílies. La densitat de població era de 367,6 habitants/km².
Dels 3.791 habitatges en un 29% hi vivien nens de menys de 18 anys, en un 50,7% hi vivien parelles casades, en un 9,5% dones solteres, i en un 36,6% no eren unitats familiars. En el 32,2% dels habitatges hi vivien persones soles el 12,4% de les quals corresponia a persones de 65 anys o més que vivien soles. El nombre mitjà de persones vivint en cada habitatge era de 2,27 i el nombre mitjà de persones que vivien en cada família era de 2,86.
Per edats la població es repartia de la següent manera: un 24,8% tenia menys de 18 anys, un 7,2% entre 18 i 24, un 26,4% entre 25 i 44, un 24,9% de 45 a 60 i un 16,6% 65 anys o més.
L'edat mediana era de 40 anys. Per cada 100 dones de 18 o més anys hi havia 88,1 homes.
La renda mediana per habitatge era de 34.450 $ i la renda mediana per família de 40.554 $. Els homes tenien una renda mediana de 31.395 $ mentre que les dones 19.947 $. La renda per capita de la població era de 17.813 $. Entorn del 9,4% de les famílies i el 13,9% de la població estaven per davall del llindar de pobresa.

## Poblacions properes
El següent diagrama mostra les poblacions més properes.